# Listă de aeroporturi din Polonia
Aceasta este o listă de aeroporturi din Polonia.

Hartă cu aeroporturile Internaționale din Polonia (2015)

| Oraș         | Locație     | Voievodatul           | Cod IATA | Cod ICAO | Aeroportul nume                                            | Site-ul oficial                                                          |
| ------------ | ----------- | --------------------- | -------- | -------- | ---------------------------------------------------------- | ------------------------------------------------------------------------ |
| Bydgoszcz    | Szwederowo  | Cuiavia și Pomerania  | BZG      | EPBY     | Aeroportul Internațional „Ignacy Jan Paderewski" Bydgoszcz | www.plb.pl                                                               |
| Cracovia     | Balice      | Polonia Mică          | KRK      | EPKK     | Aeroportul „Ioan Paul al II-lea" Cracovia                  | www.krakowairport.pl                                                     |
| Danțig       | Rębiechowo  | Pomerania             | GDN      | EPGD     | Aeroportul „Lech Wałęsa" Gdańsk                            | www.airport.gdansk.pl                                                    |
| Gdynia       | Kosakowo    | Pomerania             | QYD      | EPOK     | Aeroportul Gdynia                                          | www.airport.gdynia.pl Arhivat în 11 aprilie 2012, la Wayback Machine.    |
| Katowice     | Pyrzowice   | Silezia               | KTW      | EPKT     | Aeroportul Katowice                                        | www.katowice-airport.com                                                 |
| Lublin       | Świdnik     | Lublin                | LUZ      | EPSW     | Aeroportul Lublin                                          | www.airport.lublin.pl                                                    |
| Łódź         | Lublinek    | Łódź                  | LCJ      | EPLL     | Aeroportul „Władysław Reymont" Łódź                        | www.airport.lodz.pl Arhivat în 14 aprilie 2012, la Wayback Machine.      |
| Poznań       | Ławica      | Polonia Mare          | POZ      | EPPO     | Aeroportul „Henryk Wieniawski"                             | www.airport-poznan.com.pl Arhivat în 21 august 2008, la Wayback Machine. |
| Rzeszów      | Jasionka    | Subcarpatia           | RZE      | EPRZ     | Aeroportul Rzeszów                                         | www.rzeszowairport.pl                                                    |
| Szczecin     | Goleniów    | Pomerania Occidentală | SZZ      | EPSC     | Aeroportul „Solidaritatea" Szczecin                        | www.airport.com.pl                                                       |
| Varșovia     | Modlin      | Mazovia               | WMI      | EPMO     | Aeroportul Internațional Varșovia-Modlin                   | www.modlinairport.pl                                                     |
| Varșovia     | Okęcie      | Mazovia               | WAW      | EPWA     | Aeroportul Internațional „Frédéric Chopin" Varșovia        | www.lotnisko-chopina.pl                                                  |
| Varșovia     | Radom       | Mazovia               | RDO      | EPRA     | Aeroportul Internațional Varșovia-Radom                    | www.lotniskowarszawa-radom.pl                                            |
| Wrocław      | Strachowice | Silezia Inferioară    | WRO      | EPWR     | Aeroportul „Nicolaus Copernic" Wrocław                     | www.airport.wroclaw.pl                                                   |
| Zielona Góra | Babimost    | Lubusz                | IEG      | EPZG     | Aeroportul Zielona Góra                                    | www.lotnisko.lubuskie.pl Arhivat în 29 martie 2012, la Wayback Machine.  |